# 3-propylideenftalide
3-propylideenftalide of celeriax is een geur- en smaakstof die in kleine concentraties aan sommige cosmetische en voedingsproducten wordt toegevoegd. Het is een kleurloze tot bleekgele, heldere vloeistof. De stof komt voor in snijselderij, vanwaar de naam celeriax is afgeleid, en in lavas. Ze kan ook synthetisch bereid worden.

## Eigenschappen
Celeriax ruikt naar selder, fenegriek en esdoorn. De smaak wordt omschreven als "groen, snijselderij, lavas, zoet met plantaardige en kruidennuances".
Er zijn twee stereoisomeren van de stof, met respectievelijk de IUPAC-naam (3E)-3-propylideen-2-benzofuran-1-on en (3Z)-3-propylideen-2-benzofuran-1-on.

## Toepassingen
3-propylideenftalide wordt toegevoegd aan onder andere bakgoed, kauwgom, toiletblokjes, niet-alcoholische dranken en snoepgoed.

## Toxicologie en veiligheid
3-propylideenftalide kan bij hoge concentraties (4% of meer) de huid gevoelig maken. De maximale concentratie in voedingsproducten en andere producten die in contact komen met de huid is daarom vastgesteld op 0,01 %. Voor producten die niet meteen met de huid in aanraking kunnen komen, zoals toiletblokjes, is dat 0,1%.